# Le Retour du masque hanté
 (avril 2025).
Motif : ou sont les références secondaires centrées qui démontrent l'admissibilité ?
- Archive Wikiwix
- Bing
- Cairn
- DuckDuckGo
- E. Universalis
- Gallica
- Google
- G. Books
- G. News
- G. Scholar
- Persée
- Qwant
- (zh) Baidu
- (ru) Yandex
- (wd) trouver des œuvres sur Wikidata

| 1. | Préciser le motif de la pose du bandeau. | Précisez le motif de la pose du bandeau en utilisant la syntaxe suivante : {{admissibilité à vérifier\|date=mai 2025\|motif=remplacez ce texte par le motif}}                                  |
| 2. | Informer les utilisateurs concernés.     | Pensez à avertir le créateur de l'article, par exemple, en insérant le code ci-dessous sur sa page de discussion : {{subst:avertissement admissibilité à vérifier\|Le Retour du masque hanté}} |

Le Retour du masque hanté (The Haunted Mask II) est un roman fantastique et horrifique américain pour la jeunesse de la collection de livres Chair de poule écrite par R. L. Stine. 
Dans la collection française de Bayard Poche, ce livre porte le numéro 23 et est paru le 13 décembre 1996. Il correspond en revanche au 36e livre dans la collection originale américaine, paru en octobre 1995. La version française est traduite de l'américain par Jacqueline Castéra.
Ce roman a, par la suite, été adapté en épisode pour la série télévisée éponyme Chair de poule.

## Résumé de l’histoire
Steve, qui a été puni à cause d'un malentendu, doit entrainer au foot des élèves de l'école primaire, mais comme ils ne sont pas sages il décide de les punir. L'année précédente Carolyn avait trouvé un masque qui était effrayant, mais Carolyn en a de mauvais souvenirs. Steve décide d'utiliser ce masque pour effrayer les enfants.

## Couverture du livre français
La couverture de la première édition du livre, datant de 1996 et dessinée par Gerard Failly, montre Steve en gros plan , le visage recouvert du masque hanté présent dans l'histoire. Il sourit d'un air machiavélique et une araignée se balade sur sa peau. Lors de sa réédition de 1998 la couverture du livre a été changée, car cette dernière était considérée comme trop effrayante pour un jeune public. La nouvelle couverture montre Carolyn (de profil) effrayée par Steve (aussi de profil) qui porte un masque rouge et effrayant. De profil, on voit certaines caractéristiques du masque, un sourcil épais, un œil bleu presque zombifié et une bouche ouverte et menaçante. En arrière-plan, surplombant le "Face à Face", il y a une araignée en train de tisser sa toile. A noter que la couverture actuelle, à la différence de la couverture de 1996, n'a que peu de rapport avec l'histoire, le masque porté par Steve n'ayant rien à voir avec le masque décrit dans le roman

## Adaptation télévisée
Ce livre a bénéficié d'une adaptation télévisée en deux parties dans la série télévisée Chair de poule. 

### Numérotation et titre
Les épisodes sont les 30e et 31e de la série, et les 11e et 12e de la deuxième saison. Ils ont été diffusés pour la première fois aux États-Unis le 29 octobre 1996 et en France le 18 avril 1998.
Les titre originaux des deux épisodes sont exactement les mêmes que ceux du livre. En revanche, les titres français diffèrent de celui du livre ; Le Masque hanté II - Partie 1 et Le Masque hanté II - Partie 2 et non pas comme le livre Le Retour du masque hanté. Les titres français des épisodes adapté du livre Le Masque hanté portait déjà la mention "I" en prévision du doublage de cette suite.

### Différences roman / épisodes
- Dans l'épisode télévisé, toute la partie où Steve est puni et doit s'occuper des élèves plus jeunes n'existe pas. Steve recherche un masque bien effrayant pour faire peur à tout le quartier et passer de la meilleure des façons ce qu'il pense être son dernier Halloween avant qu'il ne soit trop grand pour le fêter.

## Commentaires
- Ce livre est la suite du roman Le Masque hanté. Cette suite se déroule un an après l'histoire qui est arrivée à Carolyn et on retrouve les mêmes personnages.